# کانن پاورشات جی
کانن پاورشات جی (به انگلیسی: Canon PowerShot G) یک دوربین عکاسی کامپکت ساخت شرکت کانن است.